# Daisy Duck
Pour l’article ayant un titre homophone, voir Daisy Duke.
Daisy Duck est un personnage de fiction de l'univers des canards créé par les studios Disney. Contrepoint féminin et petite amie de Donald Duck. Elle apparaît pour la première fois dans L'Entreprenant M. Duck (Mr. Duck Steps Out).

## Historique

### 1937: Donna Duck
La date de création du personnage de Daisy est controversée. Pour certain, sa création remonte au 19 janvier 1937 avec le court-métrage d'animation Don Donald. Dans ce film réalisé par Ben Sharpsteen, Donald courtise une cane du nom de Donna Duck quelque part au Mexique mais malgré ses efforts elle le repousse et part finalement sur un monocycle. Ce film est le premier dans lequel Donald éprouve de l'intérêt pour le sexe féminin. Donna Duck précède également Daisy en bandes dessinées. Sa première apparition se fait dans l'histoire courte Don Donald publiée dans le magazine Good Housekeeping en janvier 1937 et dessinée par Tom Wood, chef du département publicité des studios Disney de 1933 à 1940. Elle réapparaît dans une série d'histoires courtes du Mickey Mouse Weekly entre le 15 mai et le 21 août 1937, dessinées par William A. Ward. Ce personnage indiqué comme protoype de Daisy sera présenté par la suite dans les bandes dessinées, comme un personnage bien distinct.
Daisy partage avec Donna, en plus du simple fait d'être des canes, un caractère proche de celui de Donald : on peut dire qu'elles ont du tempérament. Mais les ressemblances s'arrêtent là. La voix de Donna était une version plus aiguë de celle de Donald, toutes deux interprétées par Clarence Nash alors que Daisy sera dotée d'une voix « personnelle » assez rapidement.
Les auteurs Fabio Michelini et Massimo De Vita, dans l'histoire Donald et le secret de la 313 (Paperino e il segreto della 313) de 1995, prétendent que Donna n'est qu'un rôle joué par Daisy pour les besoins d'une fiction.
Pour les autres, la première véritable apparition de Daisy est le 7 juin 1940.

### 1940-1942: premières de Daisy Duck
Daisy apparaît sous son nom et son graphisme définitif le 7 juin 1940 dans L'Entreprenant M. Duck. Ce court métrage réalisé par Jack King sur un scénario de Carl Barks met en scène le premier rendez-vous galant de Donald avec sa fiancée. Au début, Daisy minaude et renvoie son visiteur. Mais Donald remarque que les plumes de sa queue l'invitent à rester. Leur romance est interrompue par Riri, Fifi et Loulou qui ont suivi leur oncle et rivalisent pour accaparer l'attention de Daisy. L'oncle et les neveux entament un jitterbug endiablé avec elle, chacun essayant d'évincer l'autre. Pour finir, les canetons font avaler à leur oncle du maïs qui, transformé en popcorn, transforme Donald - malgré lui - en danseur survolté au grand plaisir de Daisy, qui le couvre de baisers. Côté bande dessinée, Daisy fait son entrée le 4 novembre 1940 en tant que nouvelle voisine de Donald et flirt potentiel. La série est alors scénarisée par Bob Karp et illustrée par Al Taliaferro.
Bien que la notion d'« idylle récurrente » soit fermement établie, Daisy n'apparaît pas aussi régulièrement que Donald. Elle est retrouvée dans Donald à la kermesse (9 mai 1941), tentant de délester Donald de ses économies.
Dans Les Années 90 (The Nifty Nineties) réalisé par Riley Thompson (20 juin 1941) et mettant en vedette Mickey et Minnie Mouse, elle ne fait qu'une brève apparition aux côtés de Donald, Riri, Fifi et Dingo dans un décor Belle Époque.

### 1943-1954: carrière dans les courts métrages
Sa première participation à une histoire longue en bande dessinée a lieu dans Grand Chasseur de corbeaux (The Mighty Trapper) dessinée par Carl Barks et publiée dans Walt Disney's Comics and Stories #36 en septembre 1943. Il faut attendre Calme et pondération... (Donald Tames His Temper) en janvier 1946 pour la retrouver. Biceps Blues (juin 1946) inaugure une nouvelle dimension dans la relation entre Donald et Daisy : la jalousie. Donald doit désormais  redoubler d'efforts pour acquérir les qualités qui attirent Daisy chez les autres canards. Dans Les deux vantards (Wintertime Wager)  (janvier 1948), elle est la voix de la raison entre Donald et Gontran Bonheur, désormais sur les rangs lui aussi. Leur rivalité monte d'un cran dans Les lettres de l'amour (Donald's Love Letters) (décembre 1949) qui fixe le cadre de leur triangle amoureux.
Il faut attendre Donald's Crime (29 juin 1945) pour la retrouver dans un court métrage d'animation. Dans Cured Duck (26 octobre 1945), Daisy prouve qu'elle peut perdre son sang-froid tout comme Donald. Leur relation houleuse s'exprime également dans Donald's Double Trouble (28 juin 1946). Mais elle sait également faire preuve de compassion : dans Sleepy Time Donald (9 mai 1947), elle tente de sauver Donald atteint de somnambulisme et dans Donald's Dilemma (11 juillet 1947), d'une crise d'amnésie. Dans Donald's Dream Voice (21 mai 1948), elle l'encourage même à prendre des leçons de diction. Mais dans Crazy Over Daisy (24 mars 1950), elle prend la défense de Tic et Tac contre Donald.
En février 1953, dans Walt Disney's Comics and Stories #149, elle devient la tante des triplées Lili, Lulu et Zizi, dans l'histoire Donald piloufaciste !
L'Agenda de Donald (Donald's Diary, 5 mars 1954) constitue sa dernière apparition de l'« ère classique ». Comme la plupart des personnages de Disney d'alors, Daisy poursuit sa carrière en bandes dessinées.

### 1955-1983: carrière en bande dessinée
En 1973, le dessinateur italien Guido Martina fait de Daisy une super-héroïne : Fantomialde (Paperinika en VO), pendant féminin du Fantomiald incarné par Donald (Paperinik en VO). Elle collabore également ponctuellement avec Super-Dingo, Super-Gilbert et Super-Popop. Mais l'ascendant systématique de la super-cane sur le super-canard lors de leurs confrontations déplaît au public et le personnage est finalement abandonné (sauf au Brésil),.

### 1983-1999: un début de renaissance
Elle est de retour en 1983 dans un long métrage d'animation Le Noël de Mickey dans le rôle d'Isabelle, l'ancienne fiancée d'Ebenezer Scrooge (joué par Balthazar Picsou). Elle fait également une apparition auprès des autres personnages Disney dans Qui veut la peau de Roger Rabbit en 1988.
Le 21 mai 1986, le français Claude Marin dessine le personnage de Daisy sous l'apparence d'un bébé pour la série Bébés Disney dont la publication a débuté dans le numéro 1769 du Journal de Mickey.
Si elle est curieusement absente de la série La Bande à Picsou, elle est en revanche la vedette de sa série dérivée Couacs en vrac produite en 1996. Elle y incarne une cane libérée employée comme grand reporter pour une chaîne de télévision. Elle est également dotée d'un animal de compagnie, un iguane nommé « Knuckles ».

### Depuis 1999: un retour sur tous les fronts
À partir de 1999, Daisy voit sa présence se développer sur plusieurs supports. Cette année-là, un magazine à son nom est lancé aux Pays-Bas. Elle joue le rôle de la femme de Donald, l'assistant de Noé dans la section Pomp and Circumstance du long-métrage Fantasia 2000 ainsi que dans Mickey, il était une fois Noël (1999). Elle est également dans la série d'animation Mickey Mania (1999-2000).
Daisy est aussi présente dans le premier opus de la série de jeux vidéo Kingdom Hearts (2002), comme une comtesse résidant dans le Château Disney. Ses relations avec Donald restent identiques, principalement dans Kingdom Hearts 2 (2005) lorsqu'elle est vue en train de le réprimander.
Parmi les films, elle apparaît à nouveau dans Mickey, il était deux fois Noël (2004) et Mickey, Donald, Dingo : Les Trois Mousquetaires (2004), côté séries télévisées dans Disney's tous en boîte (2001-2004) et La Maison de Mickey (2006-2016).
Dans les années 2010, Daisy est intégrée en tant que personnage récurrent à la série d'animation en épisode courts Mickey Mouse (2013-2019) où elle adopte un style « ultra fashion ». On la voit également dans de nombreux autres dessins animés comme La Boutique de Minnie (2011-2016), Mickey et ses amis : Top Départ ! (2017), et La Légende des Trois Caballeros (2018).
En 2020, elle rejoint le casting du reboot de 2017 de La Bande à Picsou, où elle arborera une apparence légèrement différente, semblable à celle qu'elle avait dans le court-métrage L'Agenda de Donald. Elle apparaît pour la première fois dans l'épisode Louie's Eleven! de la saison 3 où elle va rencontrer Donald pour la première fois. Ce sera un coup de foudre pour les deux.

## Distribution

### Voix originales
- Clarence Nash (premières apparitions)
- Ruth Peterson
- Gloria Blondell
- Patricia Parris (pour Le Noël de Mickey)
- Kath Soucie (pour Couacs en vrac)
- Tress MacNeille (depuis 1999)

### Voix françaises
- Séverine Morisot (voix principale de 1989 à 1997, les deux premiers doublages du Noël de Mickey)
- Régine Teyssot (redoublages de certains courts métrages « classiques »)
- Nathalie Régnier (scènes de transition dans les compilations VHS Le Meilleur de Disney)
- Kelly Marot (voix principale depuis 1997)

## Les œuvres avec Daisy Duck

### Filmographie
- 1940 : L'Entreprenant M. Duck (Mr. Duck Steps Out)
- 1941 : Donald à la kermesse (A Good Time for a Dime)
- 1941 : Les Années 90 (The Nifty Nineties)
- 1945 : Le crime ne paie pas (Donald's Crime) (court métrage)
- 1945 : Donald a sa crise (Cured Duck)
- 1946 : Donald et son double (Donald's Double Trouble)
- 1946 : Donald dans le Grand Nord (Dumb Bell of the Yukon)
- 1947 : Dodo Donald (Sleepy Time Donald)
- 1947 : Le Dilemme de Donald (Donald's Dilemma)
- 1948 : Voix de rêve (Donald's Dream Voice)
- 1950 : Donald amoureux (Crazy Over Daisy)
- 1954 : L'Agenda de Donald (Donald's Diary)
- 1982 : Buyer Be Wise (court métrage)
- 1983 : Le Noël de Mickey (Mickey's Christmas Carol)
- 1988 : Qui veut la peau de Roger Rabbit (Who Framed Roger Rabbit)
- 1990 : Le Prince et le Pauvre (Disney's The Prince and the Pauper)
- 1996 : Couacs en vrac (Quack Pack) (série télévisée)
- 1999 : Fantasia 2000, séquence Pomp and Circumstance
- 1999 : Mickey, il était une fois Noël (Mickey's Once Upon a Christmas)
- 1999 : Mickey Mania (Mickey Mouse Works) (série télévisée)
- 2001 : Mickey, la magie de Noël (Mickey's Magical Christmas : Snowed In At The House Of Mouse) (compilation de courts-métrages)
- 2001 : Disney's tous en boîte (Disney's House of Mouse) (série télévisée)
- 2002 : Mickey, le club des méchants (Mickey's House of Villains) (compilation de courts-métrages)
- 2004 : Mickey, Donald, Dingo : Les Trois Mousquetaires (Mickey, Donald, Goofy: The Three Musketeers)
- 2004 : Mickey, il était deux fois Noël (Mickey's Twice Upon a Christmas)
- 2006-2016 : La Maison de Mickey (Mickey Mouse Clubhouse) (série télévisée)
- 2011-2016 : La Boutique de Minnie (Minnie's Bow-Toons) (série télévisée)
- 2013-2019 : Mickey Mouse (série télévisée)
- 2017-En cours : Mickey et ses amis : Top Départ ! (Mickey Mouse Mixed-Up Adventures) (série télévisée)
- 2017-2019 : Les Histoires Toc-Toc de Tic & Tac (Chip ‘N’ Dale : Nutty Tales) (série télévisée)
- 2018 : La Légende des Trois Caballeros (Legend of the Three Caballeros) (série télévisée)
- 2020-2021 : La Bande à Picsou (DuckTales) (série télévisée de 2017)
- 2020-2023 : Le Monde Merveilleux de Mickey (The Wonderful World of Mickey Mouse) (série télévisée)
- 2021-En cours : La Maison magique de Mickey (Mickey Mouse Funhouse) (série télévisée)
- 2023-En cours : Les Aventures au Parc de Tic et Tac (Chip 'n' Dale: Park Life) (série télévisée)

### Bandes dessinées
Depuis 1940, Daisy Duck est apparue dans plusieurs milliers d'histoires ou de gags. Le site INDUCKS recense en 2011 selon les pays et les producteurs :
- États-Unis :
  - Strips quotidiens : 2680 histoires
  - Planches hebdomadaires : 615 histoires
  - Comic-books américains:
    - Dell Comics / Western Publishing : 716 histoires
    - Disney Comics : 6 histoires
    - Gladstone / Another Rainbow: 7 histoires

  - Disney Studio (années 1990): 651 histoires
- Italie : Mondadori / Disney Italia : 1899 histoires
- Danemark : Gutenberghus / Egmont : 1447 histoires
- Pays-Bas Oberon / GP / VNU : 1241 histoires
- Brésil : Abril : 550 histoires
- France : Édi-Monde / Disney Hachette Presse : 132 histoires
- Allemagne : Ehapa : 21 histoires
- Royaume-Uni : 3 histoires
- Productions mineures (par exemple  Argentine,  Belgique) : 18 histoires

### Jeux vidéo
- 2000 - 2002 : Donald Duck Couak Attack
- 2002 : Kingdom Hearts
- 2005 : Kingdom Hearts 2
- 2010 : Kingdom Hearts : Birth By Sleep
- 2023 : Disney Speedstorm

## Analyse du personnage
Si elle peut être aussi râleuse et caractérielle que Donald, Daisy est cependant plus sophistiquée. Proche amie de Minnie Mouse, elle recherche la bonne compagnie, aime les activités culturelles et surveille son paraître devant les dames de la bonne société de Donaldville.
Daisy fait également partie de la « Chit-Chat Society », un club féminin qui dispense charité et commérages et dont les autres membres principaux sont Clarabelle Cow et Clara Cluck. Barks modernise le personnage dans The not-so-ancient mariner et Hall of the mermaid queen, en lui faisant essayer différentes coiffures et tenues.
Dans un dessin de Don Rosa datant de 1991, Donald et Daisy sont montrés, âgés et portant des alliances.
Dans les parcs Disney, Daisy est souvent un personnage secondaire qui n'apparaît qu'en cas de grande affluence.

### Position dans la famille Duck
Daisy est, selon les histoires, la fiancée de Donald ou hésitant entre lui et son cousin le chanceux Gontran Bonheur.
D'après la chronologie non officielle de Don Rosa, Daisy serait née en 1920, la même année que Donald. Ils auraient donc vingt ans lors de leur première rencontre.
Daisy a trois nièces, Lili, Lulu et Zizi, créées par Carl Barks en février 1953, filles de sa sœur. Elles sont parfois sous la garde de Daisy, pour donner des contreparties féminines à Riri, Fifi et Loulou.
Il existe différentes versions de l'arbre généalogique de Donald Duck. La plupart placent Daisy et ses nièces hors de la famille Duck. Certaines font de Daisy la sœur du mari de Della Duck, sœur jumelle de Donald. Daisy est donc la sœur du fameux « ? Duck », père de Riri, Fifi et Loulou. Riri, Fifi et Loulou s'adressent d'ailleurs à elle comme « Tante Daisy », mais cela peut aussi venir de son statut de fiancée de Donald, ou être un surnom affectueux.
D'autres versions font aussi de Daisy une cousine de Donald et Gontran, mais ces généalogies ont été largement contredites dans La Jeunesse de Picsou.
Don Rosa préfère considérer qu'ils n'ont pas de lien de parenté. Pour lui « Duck » est le nom de famille le plus courant de la région, l'exemple le plus flagrant étant le père de Riri, Fifi et Loulou — et éventuel frère de Daisy — dont rien n'est connu sinon qu'il s'appelle « Duck » — Rosa censure son visage et son prénom dans son arbre généalogique.

### Évolution graphique
Dans ses premières apparitions cinématographiques, Daisy porte une robe rouge et un nœud dans les cheveux. Al Taliaferro la dessinera parfois avec un tailleur noir pour ses sorties en ville. Sa tenue évolue dans l'histoire The not-so-ancient mariner dessinée par Carl Barks. Alors que dans les parcs à thème, elle est habillée d'une robe rose et d'un nœud indigo, dans la série Mickey Mania, sa robe est jaune et le nœud vert. Dans Disney's tous en boîte, elle porte une tenue de serveuse avec un nœud bleu et une longue queue-de-cheval alors que dans La Maison de Mickey, elle retrouve sa robe rose, agrémentée de boucles d'oreilles jaunes et d'une petite queue-de-cheval. Enfin dans la série Couacs en vrac (1996) où elle a gagné en maturité, elle possède une garde-robe et des coiffures variées.

### Daisy Duck à travers le monde
- Allemagne/ États-Unis/ France/ Royaume-Uni : Daisy Duck
- Arabie saoudite :  زيزي (Zyzy)
- Bulgarie : Дейзи Дък (Deĭzi Dŭk)
- Collectivité espérantophone : Dezi Anaso
- Croatie : Vlatka Patka
- Danemark : Andersine And
- Espagne : Daisy
- Finlande : Iines Ankka
- Grèce : Νταίζη Ντακ (Dézi Dak)
- Hongrie : Dézi Kacsa
- Indonésie : Desi Bebek
- Islande : Andrésína Önd
- Israël : דייזי דאק (Deyzi Daq)
- Italie : Paperina
- Japon : デイジーダック (Deijī Dakku)
- Norvège : Dolly Duck
- Pays-Bas : Katrien Duck
- Pologne : Kaczka Daisy
- Portugal : Margarida
- Russie : Дейзи Дак (Deyzi Dak)
- Suède : Kajsa Anka
- Turquie : Deyzi